# Transportes Aéreos Guatemaltecos
Transportes Aéreos Guatemaltecos – prywatna gwatemalska linia lotnicza z siedzibą w Gwatemali.